# Cantons de l'Aisne
Els Cantons de l'Aisne (Alts de França) són 42 i s'agrupen en 5 districtes:
- Districte de Château-Thierry (5 cantons) cap a la sotsprefectura de Château-Thierry: cantó de Charly-sur-Marne - cantó de Château-Thierry - cantó de Condé-en-Brie - cantó de Fère-en-Tardenois - cantó de Neuilly-Saint-Front
- Districte de Laon (13 cantons) cap a la prefectura de Laon: cantó d'Anizy-le-Château - cantó de Chauny - Canton de Coucy-le-Château-Auffrique - cantó de Craonne - cantó de Crécy-sur-Serre - cantó de La Fère - cantó de Laon-Nord - cantó de Laon-Sud - cantó de Marle - cantó de Neufchâtel-sur-Aisne - cantó de Rozoy-sur-Serre - cantó de Sissonne - cantó de Tergnier
- Districte de Saint-Quentin (9 cantons) cap a la sotsprefectura de Saint-Quentin: cantó de Bohain-en-Vermandois - cantó de Le Catelet - cantó de Moÿ-de-l'Aisne - cantó de Ribemont - cantó de Saint-Quentin-Centre - cantó de Saint-Quentin-Nord - cantó de Saint-Quentin-Sud - cantó de Saint-Simon - cantó de Vermand
- Districte de Soissons (7 cantons) cap a la sotsprefectura de Soissons: cantó de Braine - cantó d'Oulchy-le-Château - cantó de Soissons-Nord - cantó de Soissons-Sud - cantó de Vailly-sur-Aisne - cantó de Vic-sur-Aisne - cantó de Villers-Cotterêts
- Districte de Vervins (8 cantons) cap a la sotsprefectura de Vervins: cantó d'Aubenton - cantó de La Capelle - cantó de Guise - cantó d'Hirson - cantó de Le Nouvion-en-Thiérache - cantó de Sains-Richaumont - cantó de Vervins - cantó de Wassigny